# Stanisław Pacuk
Stanisław Pacuk (ur. 20 sierpnia 1946 w Kowalach) – polski menedżer bankowy, jeden z założycieli Banku Rozwoju Eksportu, założyciel i były prezes Kredyt Banku.

## Życiorys
W 1971 ukończył studia w Szkole Głównej Planowania i Statystyki w Warszawie. W latach 1972–1986 pracował w Narodowym Banku Polskim, m.in. w latach 1982–1986 jako dyrektor Głównego Oddziału Walutowo-Dewizowego. Był jednym z organizatorów, a w latach 1987–1990 pierwszym zastępcą prezesa zarządu w Banku Rozwoju Eksportu. 
W 1990 został prezesem nowo utworzonego Kredyt Banku i kierował nim do 2003 jako prezes zarządu, kiedy zrezygnował z powodu braku możliwości dojścia do porozumienia z właścicielem banku, belgijską grupą kapitałową KBC, co do metodologii zawiązywania rezerw, co rzutowało również na wynik netto banku. Był autorem strategii wzrostu wartości banku poprzez przejęcia innych instytucji finansowych działających w Polsce oraz rozwoju Kredyt Banku poza jej granicami, na Litwie i Ukrainie (Kredyt Bank (Ukraina)).
W latach 1997–2003 przewodniczący rady nadzorczej Prosper Banku S.A. (od 2001 pod nazwą Polski Kredyt Bank) należącego do grupy kapitałowej Kredyt Banku.
Po odejściu z Kredyt Banku pełnił funkcje w organach nadzoru kilku spółek akcyjnych, m.in. Budimexu (2003–2010) czy Indykpolu (2003-2016).
20 sierpnia 2002 otrzymał, jako pierwszy przedstawiciel polskiego sektora finansowego, Order Korony V klasy.

## Odznaczenia i wyróżnienia
- Krzyż Komandorski Orderu Odrodzenia Polski (2000)[11]
- Krzyż Oficerski Orderu Odrodzenia Polski (1997)[12]
- Złoty Krzyż Zasługi (1984)
- Brązowy Krzyż Zasługi (1978)[1]
- Krzyż Kawalerski Orderu Korony (Belgia, 2002)[10]